# Dorobanțu (Tulcea megye)
Dorobanțu község Tulcea megyében, Dobrudzsában, Romániában. A hozzá tartozó települések: Ardealu, Cârjelari, Fântâna Oilor és Meșteru.

## Fekvése
A település az ország délkeleti részén található, a megyeszékhelytől, Tulcsától hetven kilométerre délnyugatra.

## Története
Régi török neve Ay-Orman.

## Lakossága
A nemzetiségi megoszlás a következő:
| 2002     | 2002 | 2002    |
| -------- | ---- | ------- |
| Románok  | 1788 | 100,00% |
| Összesen | 1788 | 100,0%  |